# Масленников, Юрий Владимирович
Юрий Владимирович Масленников (28 сентября 1931 — 21 ноября 2013) — советский хоккеист, нападающий. Мастер спорта СССР (1958).
В чемпионате СССР дебютировал в сезоне 1953/54 в составе московского «Зенита» («Крылья Советов»). В сезонах 1956/57 — 1957/58 играл за ленинградских армейцев. В 1958 году вернулся в «Крылья Советов», за которые играл до 1964 года. В сезонах 1964/65 — 1965/66 выступал за «Дизелист» Пенза